# Carl Westergren
Carl Westergren (Malmö, Escânia, 13 de outubro de 1895 — Malmö, Escânia, 5 de agosto de 1958) foi um lutador de luta greco-romana sueco.

## Carreira
Foi vencedor da medalha de ouro na categoria de 67,5–75 kg em Antuérpia 1920.
Foi vencedor da medalha de ouro na categoria de 75-82,5 kg em Paris 1924.
Foi vencedor da medalha de ouro na categoria de mais de 87 kg em Los Angeles 1932.